# Nangsal Tamang
Nangsal Tamang (* 28. Dezember 1987) ist eine nepalesische Badmintonspielerin.

## Karriere
Nangsal Tamang gewann bei den Südasienspielen 2010 Bronze mit dem nepalesischen Damenteam. 2014 qualifizierte sie sich für die Asienspiele und stand dort mit der Damennationalmannschaft ihres Landes im Achtelfinale. Im Dameneinzel und im Mixed schied sie dort eine Runde früher aus.